# Улица Монмартр, 125
«Улица Монмартр, 125» — французский детективный фильм по одноимённому роману Андре Жиллуа, удостоенному литературной премии «Кэ д’Орфевр».

## Сюжет
Продавец газет Паскаль, упрямый, разочарованный в жизни человек, оказывается втянутым в преступную интригу, когда, как вначале казалось, спасает от самоубийства затравленного женой мужа. Неудавшийся самоубийца Дидье рассказывает, что жена и брат хотят упрятать его в сумасшедший дом, и Паскаль неожиданно соглашается помочь новому знакомому добыть доказательства. Он проникает в дом Дидье, но прибывшая полиция арестовывает его по обвинению в убийстве хозяина, и теперь Паскалю приходится искать выход из ловушки, в которую он угодил.